# Пенчо Папазов
Пенчо Димитров Папазов е български политик от БКП, партизански деец и офицер от БНА.
Роден е на 27 май 1920 г. в град Първомай, тогава Царство България. Има завършено средно обрзование. Член е на РМС от 1937 г., а на БРП (т.с.) – от 1943 г. Излиза в нелегалност и от септември на същата година е пратизанин. След 9 септември 1944 г. е зам.командир на политическа част в 10-и пехотен полк.